# Earth 2140
Earth 2140 ist ein zweidimensionales Echtzeit-Strategiespiel, das von TopWare entwickelt und 1997 für Microsoft Windows und Macintosh veröffentlicht wurde. Noch im selben Jahr erschien ein Missionspaket, im Folgejahr 1998 ein zweites Missionspaket. Eine Goldversion kombinierte Hauptspiel und beide Missionspacks 2012 erschien es erneut für Mac OS X. 2013 wurde es von RuneSoft für Linux Betriebssysteme portiert und bei Desura veröffentlicht. Eine Version mit höherer Auflösung wurde auf Steam wiederveröffentlicht.
Earth 2140 besitzt zwei Nachfolger: Earth 2150 und Earth 2160.

## Handlung
Die Erde ist von zahlreichen Kriegen gezeichnet und die Umwelt zerstört. Die Bevölkerung ist in unterirdische Städte evakuiert worden. Dabei werden jedoch lebenswichtige Ressourcen, die auf der Erdoberfläche gefördert werden, knapp. Es entbrennt ein letzter finaler Weltkrieg zwischen den beiden Fraktionen United Civilized States (UCS) und der Eurasian Dynasty (ED) im Spiel.

## Rezeption
Earth 2140 sei eindeutig von Command & Conquer, Missionforce Cyberstorm und Warcraft inspiriert, gehe jedoch über eine bloße Nachahmung hinaus und sei ein konsequenterer Nachfolger von Dune II als die Folgeprodukte von Westwood Studios selbst. Die KI sei spürbar, jedoch nicht regulierbar, die Animation der Einheiten wie die Bedienbarkeit gut, der Sound stimmig. Lediglich ausführlich Missionsbriefungs oder Trainingsmissionen fehlten. Technisch sei Earth 2140 anderen C&C-Klonen überlegen: detaillierte Einheiten, Transparenzeffekte für Rauch und Cutscenes seien grafisch aufwendig gestaltet. Die Übersichtskarte zeigen eigene Einheiten, aber keine Gefechte an. Spätere Szenarien werden nicht mehr durch kluge Taktik, sondern nur durch Einheitenüberzahl gewonnen.